# Amore Wi-Fi
Amore Wi-Fi è un singolo del gruppo musicale italiano Benji & Fede, pubblicato il 30 settembre 2016 come primo estratto dal secondo album in studio 0+.

## Video musicale
Il videoclip, diretto da Alessandro Murdaca e girato tra l'Acquario di Genova, il Gran Sasso e il Parco e Museo del Volo di Volandia a Somma Lombardo, è stato pubblicato il 10 ottobre 2016 attraverso il canale YouTube della Warner Music Italy.

## Tracce
Testi di Dario Massimo Pirovano, musiche di Magnus Bertelsen.
1. Amore Wi-Fi – 2:58

## Classifiche
| Classifica (2016) | Posizione massima |
| ----------------- | ----------------- |
| Italia            | 2                 |